# 범어사 당간지주
부산 범어사 당간지주(釜山 梵魚寺 幢竿支柱)는 부산광역시 금정구 범어사에 있는 당간지주이다. 1972년 6월 26일 부산광역시의 유형문화재 제15호로 지정되었다.

## 개요
산지를 이용한 특이한 가람배치로 잘 알려진 범어사는 숲으로 둘러싸인 자연조건이 아름다운 곳이다. 숲 한가운데 수많은 비석과 유물들이 있는데, 이 당간지주도 소나무가 우거진 곳에 우뚝하게 자리하고 있다. 당간지주는 사찰 입구에 설치하는 것으로, 절에 행사가 있을 때 이곳에 당이라는 깃발을 걸어둔다. 깃발을 다는 길쭉한 장대를 당간이라 하며, 당간을 양옆에서 지탱해주는 두 돌기둥을 당간지주라 한다.드물게 당간이 있으나 대부분은 두 기둥만 남아 있다.
이 당간지주는 현재 기단(基壇)과 당간의 받침돌이 모두 사라지고 양쪽의 두 기둥만이 남아 있는 상태이다. 기둥 윗부분 안쪽면에는 당간을 고정시켰던 네모난 홈을 두고 양 기둥 끝은 곡선으로 처리하였다.
돌을 다듬은 흔적이 고르지 않아 둔중한 감이 있으나, 장식이나 조각이 전혀 없어 소박한 모습이다.

## 사진

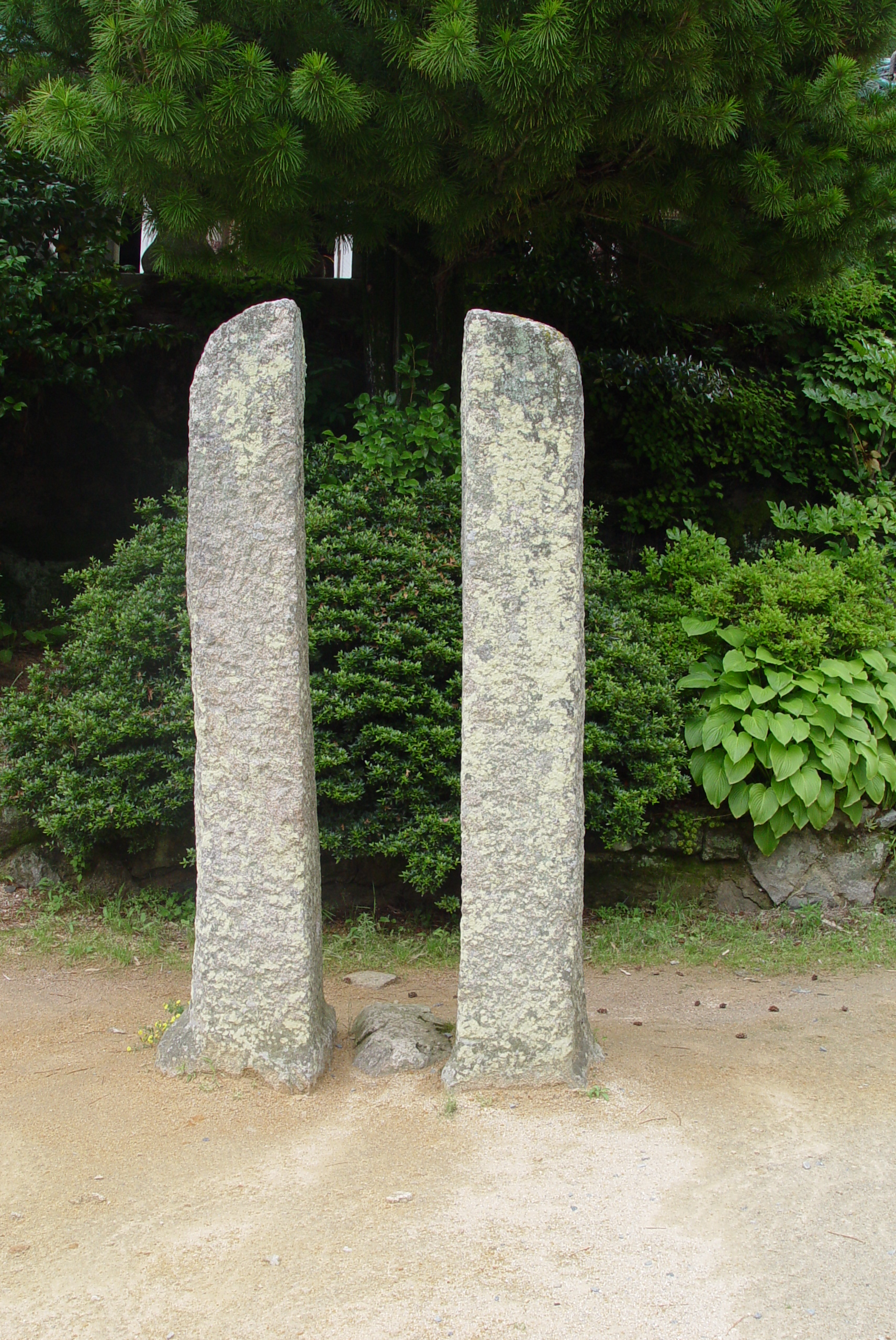

## 참고 자료
- 부산 범어사 당간지주 - 국가유산청 국가유산포털